# Míssil antivaixell

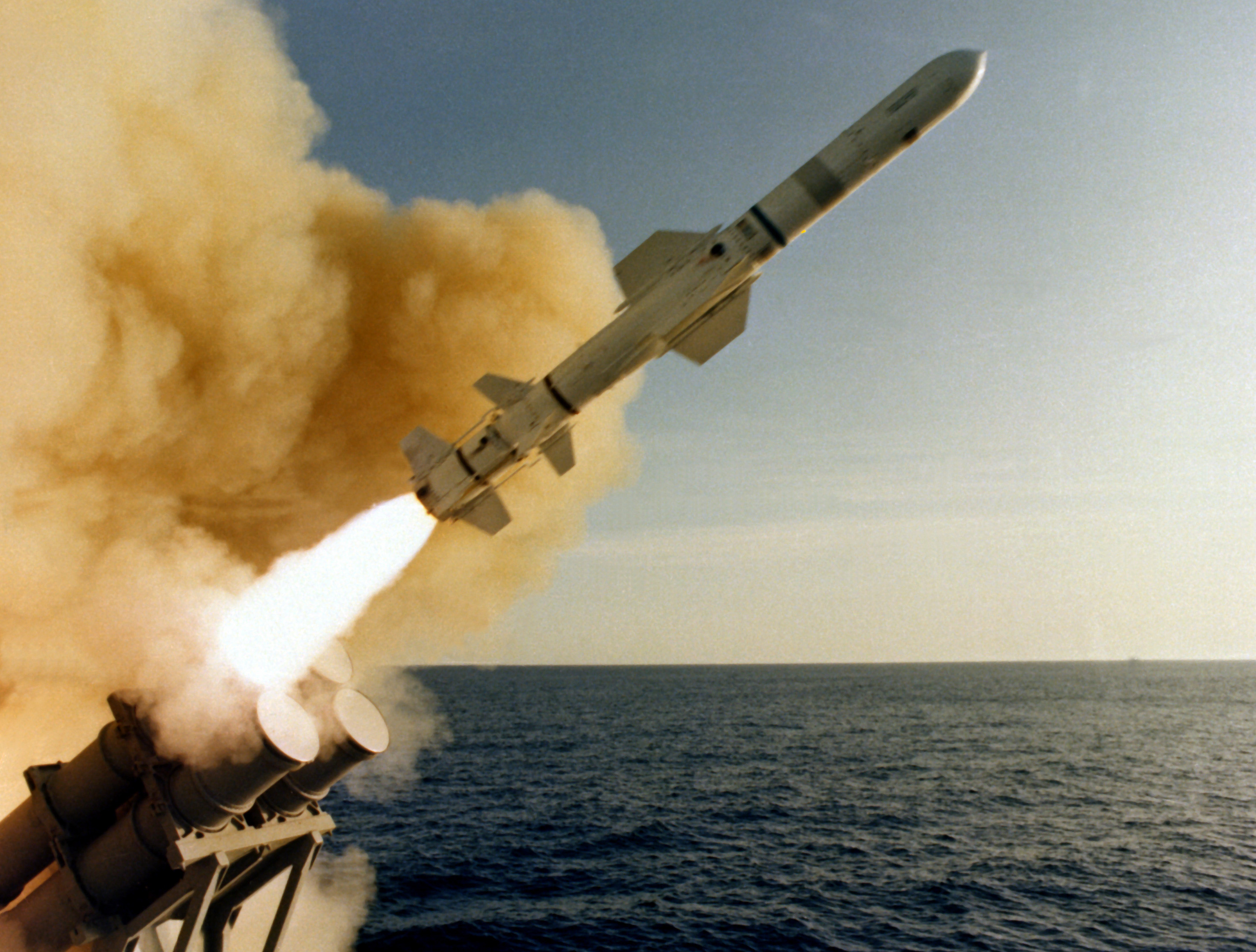
Llançament d'un míssil antivaixell AGM-84 Harpoon des del destructor USS Leahy dels Estats Units d'Amèrica.

Un míssil antivaixell és un míssil guiat dissenyat específicament per a destruir vaixells enemics. La majoria s'acosten a l'objectiu volant a una altura d'entre 5 i 50 metres, per a evitar ser detectats per radars.

## Sistemes antivaixell de llançament aeri

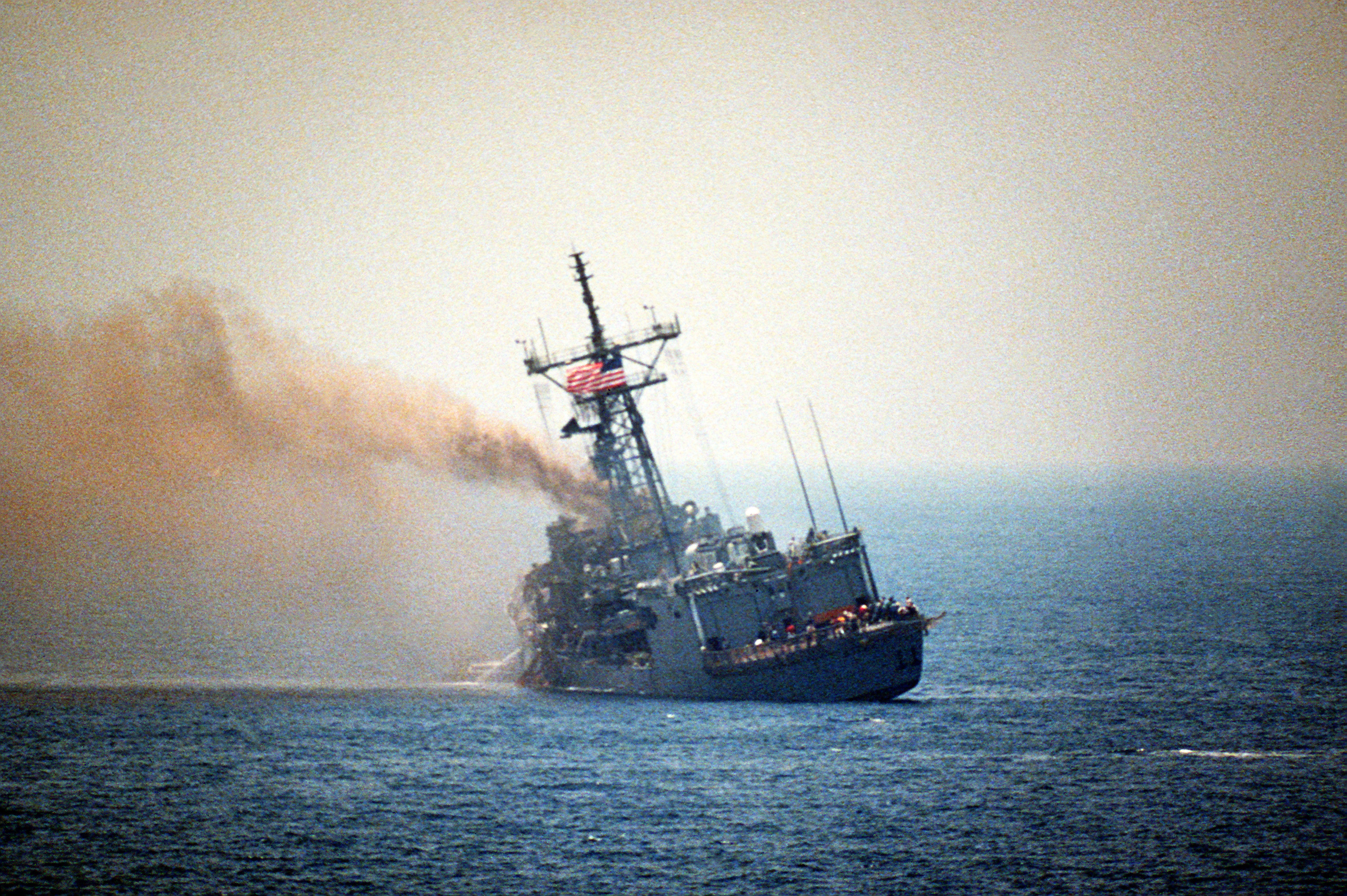
La fragata USS Stark (FFG-31) va ser greument danyada per dos míssil antivaixell Exocet al Golf Pèrsic, llançats per l'exèrcit iraquià el març del 1987.

Els sistemes antivaixell de llançament aeri estan compostos per bombes, torpedes o míssils específicament dissenyats per a la destrucció de vaixells i muntats a bord d'una aeronau. Entre els que hi ha actualment en servei es troben el Exocet AM.39, el Harpoon o l'As-15. Hi ha models més lleugers aptes per al seu llançament des d'helicòpters com el noruec Penguin.

## Sistemes antivaixell de llançament terrestre o marítim
Els sistemes antivaixell de llançament terrestre o marítim estan compostos per peces d'artilleria embarcades o costaneres, torpedes o míssils, muntats a terra o sobre un vaixell (també submarins). Entre els que hi ha actualment en servei es troben l'Exocet MM.40, l'AGM-84 Harpoon de superfície o el SS-N-19.

## Fiabilitat dels sistemes antivaixell
S'ha provat en diferents conflictes bèl·lics recents que la fiabilitat dels sistemes antivaixell és molt elevada, fins i tot sota condicions extremes i en presència de sistemes antimíssils. Els torpedes són especialment devastadors, encara que lents, mentre que els míssils antivaixell causen un dany menor però tot i això són capaços de destruir blancs de mida petita i intermèdia amb gran eficàcia. Les bombes i l'artilleria naval estan avui en dia en retrocés, però cap país no ha renunciat completament a aquest armament.